# Inica (przystanek kolejowy)
Inica – nieczynny przystanek stargardzkiej kolei wąskotorowej w Ihnathal/Inicy, w województwie zachodniopomorskim, w Polsce. Przystanek został zlikwidowany w 1945 roku.